# Postcard from Heaven
Postcard from Heaven è un singolo del duo musicale britannico Lighthouse Family, pubblicato nel 1999 ed estratto dal loro secondo album in studio Postcards from Heaven.
Il brano è stato scritto da Paul Tucker.

## Tracce
- CD

1. Postcard from Heaven (7" mix)
2. Ocean Drive (Demo)
3. Let It All Change (Demo)